# (6752) Ashley
(6752) Ashley (4150 T-1) – planetoida z pasa głównego asteroid okrążająca Słońce w ciągu 3,68 lat w średniej odległości 2,38 j.a. Odkryta 26 marca 1971 roku.